# 西北艾特金 (明尼蘇達州)
西北艾特金（英語：Nortwest Aitkin）是位於美國明尼蘇達州艾特金縣的一個未組織地區。

## 地方資料
西北艾特金的面積為758.80平方千米，當中陸地面積為745.60平方千米，而水域面積為13.20平方千米。根據2020年美國人口普查的數據，當地共有人口356人，而人口密度為每平方千米0.47人。